# Shahrestān di Garmsar

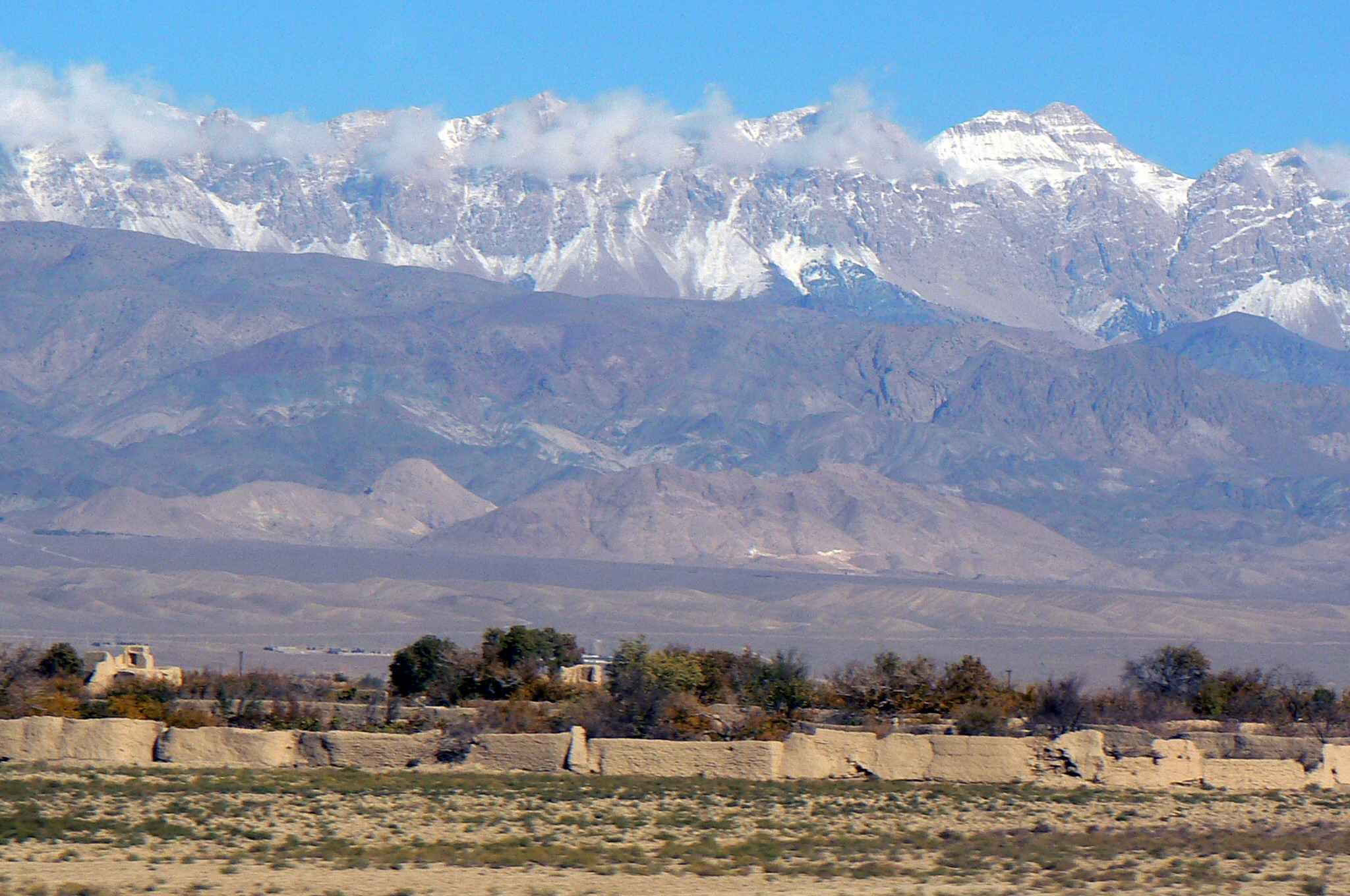
Veduta dei monti Elburz nella provincia di Garmsar

Lo shahrestān di Garmsar (in farsi شهرستان گرمسار) è uno degli 8 shahrestān della provincia di Semnan, il capoluogo è Garmsar.

## Geografia antropica

### Suddivisioni amministrative
Lo shahrestān è suddiviso in 2 circoscrizioni (bakhsh); fino al 2011 comprendeva anche Aradan, trasformata nel frattempo in shahrestān (shahrestān di Aradan) sempre all'interno della provincia di Semnan:
- Centrale (بخش مرکزی)
- Eyvanki(بخش ایوانکی), con la città di Eyvanki.
- Aradan (بخش آرادان), con la città di Aradan.